# Amato Lamberti
Amato Lamberti (San Maurizio Canavese, 6 aprile 1943 – Salerno, 28 giugno 2012) è stato un sociologo e politico italiano.

## Biografia
Nato in Piemonte, ha vissuto in Campania sin dal 1958, quando la sua famiglia si trasferì a Salerno. È stato docente di Sociologia della devianza e della criminalità presso la Facoltà di Sociologia dell'Università degli Studi di Napoli Federico II.
Ha fondato e diretto l'Osservatorio sulla Camorra della Fondazione Colasanto. Fu il fondatore dei Verdi in Campania. È stato Assessore alla Normalità del Comune di Napoli, dal 1993 al 1995, e Presidente della Provincia di Napoli, dal 1995 al 2004.
È stato autore di libri, ricerche e saggi su fenomeni di delinquenza e, in particolare, sulla camorra.
È morto a Salerno nel 2012 all'età di 69 anni.